# Manic Pixie Dream Girl
La Manic Pixie Dream Girl (MPDG) est un personnage type de certains films représentant une femme idéale, fantaisiste et délurée, sans personnalité propre. La Manic Pixie Dream Girl n'est qu'un dispositif narratif visant à faciliter l'évolution psychologique du personnage principal (souvent son intérêt amoureux).
Le critique de cinéma Nathan Rabin (en) a introduit le concept en 2007 en décrivant le personnage de Kirsten Dunst dans Rencontres à Elizabethtown (2005). De son point de vue, la Manic Pixie Dream Girl « n'existe que dans l'imagination enflammée de réalisateurs pour apprendre aux jeunes hommes à l'âme engourdie à embrasser la vie, ses mystères et ses aventures infinis ». En 2014, Nathan Rabin a remis en question la pertinence du concept : en « proposant une définition trop floue », il a accidentellement créé une expression virale. Alors que son objectif initial était de dénoncer des représentations sexistes, l'expression a été abusivement généralisée à de nombreux personnages voire à des personnes réelles (comme l'actrice Zooey Deschanel) et a pris par ce biais des connotations sexistes. Pour Rabin, les personnages nuancés et autonomes ne peuvent être par définition qualifiés de Manic Pixie Dream Girl. 
Sur sa chaîne YouTube, Anita Sarkeesian présente une série de vidéos intitulée Tropes vs. Women qui étudie les différentes représentations des femmes au cinéma et dans les jeux vidéo. L'un des épisodes en particulier est consacré à la Manic Pixie Dream Girl.
La Manic Pixie Dream Girl a été comparée à un autre personnage d'origine, le Magical Negro, un personnage noir qui semble exister uniquement pour apporter une aide spirituelle ou mystique au protagoniste blanc. Dans les deux cas, le personnage n'existe généralement que pour donner au protagoniste d'importantes leçons de vie.